# Büyükşehir Belediye Ankaraspor
Büyükşehir Belediye Ankaraspor je hokejový klub z Ankary, který hraje Tureckou hokejovou ligu. Klub byl založen roku 1978. Jejich domovským stadionem je Ankara Buz Pisti.

## Vítězství
- Turecká liga ledního hokeje - 1993, 1994, 1995, 1997, 2000, 2002 a 2003